# Арката Дарвин
Арката Дарвин (на испански: Arco de Darwin, на английски: Darwin's Arch) е скално природно образувание на около 1 km в посока югоизток от необитаемия остров Дарвин, спадащ към островната група Галапагос в Тихия океан. Намира се почти на екватора, на 1° с.ш. Поради богата морска фауна и природните красоти е популярно място за туризъм, фотография и леководолазен спорт.
Хоризонталната част на арката се срутва на 17 май 2021 г. поради ерозия на скалата. Срутването е наблюдавано от туристически кораб, няма човешки жертви. Сега са останали двете вертикални колони, наречени „Пилоните на еволюцията“.
Архипелагът Галапагос спада към територията на Еквадор. Бившата вече Арка на Дарвин е отдалечена на около 900 km на запад от еквадорското крайбрежие. Островът и Арката са наречени в чест на английския естествоизпитател Чарлз Дарвин, който, като член на екипажа на кораба Бигъл, по време на околосветското пътешествие през 1835 година посещава Галапагос, където изследва местната геология, флора и фауна.
Преди срутването на хоризонталната си част, Арката Дарвин е била с височина 43 m, дължина – 70 m, широчина – 23 m. Сега са останали само двата каменни стълба, като на един от тях в посока океана е оборудвана наблюдателна площадка на височина 18 m.